# ラシナ郡

ラシナ郡
Расински округ
Rasinski okrug

ラシナ郡（ラシナぐん、セルビア語:Расински округ / Rasinski okrug）は、セルビア中央部の郡。郡庁所在地はクルシェヴァツ。

## 基礎自治体
郡は6つの基礎自治体に分かれている。
郡庁所在地のクルシェヴァツのみが市（град / grad）で、残りの自治体はオプシュティナ（општина / opština）である。市は（ヴォイヴォディナ自治州・旧コソボ・メトヒヤ自治州）を含めるとセルビア全土に24存在し、より強い自治権を有する。オプシュティナは日本の町・村に相当する。
- クルシェヴァツ（Kruševac）
- ヴァルヴァリン（Varvarin）
- トルステニク（Trstenik）
- チチェヴァツ（Ćićevac）
- アレクサンドロヴァツ（Aleksandrovac）
- ブルス（Brus）

## 民族構成
2002年の国勢調査による。
- セルビア人 = 252,925
- ロマ = 2,272